# Američki kermes
Američki kermes (vinobojka, grozdoboja,  murićep, lat. Phytolacca americana), biljna vrsta, uresna otrovna trajnica iz roda vinobojka, porodica kermesovke. Autohtona je u Sjevernoj Americi odakle se raširila po dijelovima Europe (uključujući Hrvatsku), Azije, Afrike i Južne Amerike.
Naraste od jednog do tri metra visine, a odlikuje se sa zelenkastim ili blijedoružičastim cvjetovima u grozdastim cvatovima. Njezin tamnocrveni sok plodova rabi se za bojenje prehrambenih proizvoda i vina te u proizvodnji kozmetičkih proizvoda. Može se koristiti i za bojenje svile i vune.
Uz more se uzgaja se i kao ukrasna biljka, ali se u kontinentalnim krajevima širi kao korov.Koristi se i kao ljekovita biljka, a posve mladi proljetni izdanci i listovi su jestivi,uz napomenu da ih treba prokuhati barem 2- 3 puta, te vodu od kuhanja baciti.

## Sastav
Korijen sadrži alkaloid fitolakcin ( do 0,16 % ), gorku amorfnu tvar, te eterično ulje (do 0,08 %). Plodovi, listovi, korijen i sjemenke sadrže saponine, a u listovima ima i do 285 mg% vitamina C.

## Uporaba u narodnoj i alternativnoj medicini
Prena Owenu "Indijanci i rani doseljenici koristili su korijen kao oblog te kao lijek za kožne bolesti i reumatizam." 
Krajem 19. stoljeća američki travarski priručnik King's American Dispensatory, opisuje raznoliku primjenu biljke u tamošnjoj narodnoj medicini. Phytolacca ekstrakt je u reklami iz 1890. reklamiran kao sredstvo za mršavljenje.
U alternativnoj medicini, biljka se koristi kao dodatak prehrani koji pomaže kod širokog spektra bolesti poput: mumsa, artritisa te raznih kožnih problema.
Koristi se i u kineskoj tradicionalnoj medicini.
Biljka ima dugu povijest primjene za liječenje, a tradicionalno se koristi u liječenju bolesti povezanih s ugroženim imunološkim sustavom. Biljka ima zanimljivu kemiju i trenutno se (1995.) ispituje kao potencijalni lijek protiv AIDS-a. Sadrži snažna protuupalna sredstva, antivirusne proteine i tvari koje utječu na staničnu diobu. Ovi spojevi su toksični za mnoge organizme koji uzrokuju bolest, uključujući vodene puževe koji uzrokuju šistosomijazu. Svi su dijelovi biljke toksični, a predoziranje izaziva proljev i povraćanje. Ovaj lijek treba koristiti oprezno i po mogućnosti pod nadzorom kvalificiranog liječnika. Ne smije se propisati trudnicama. 
Korijen djeluje alterativno, kao anodin, protuupalno, katarzično, kao ekspektorans, hipnotik. Osušeni korijen koristi se kao anodin i protuupalno. Korijen se uzima interno u liječenju autoimunih bolesti (posebno reumatoidnog artritisa), tonzila, zaušnjaka, žlijezde groznice i drugih tegoba koje uključuju otečene žlijezde, kronični katar, bronhitis itd. Svježi korijen koristi se kao oblog kod modrica, reumatskih bolova itd. Korijen se najbolje skuplja u jesen i može se sušiti za kasniju upotrebu. Plod ima slično, ali blaže djelovanje, no korijenje. 
Sok se koristi u liječenju raka, hemoroida i drhtavice. Oblog napravljen od ploda primjenjuje se na bolne grudi. Čaj od voća koristi se u liječenju reume, dizenterije itd. Biljka ima neuobičajeno visok udio kalija, a pepeo, koji sadrži preko 45% kaustičnog kalija, korišten je kao lijek za čireve i karcinom. Listovi su katarzični, emetični i ekspektoransni. Iz svježeg korijena proizvodi se homeopatski lijek. Njegovo glavno djelovanje je na grlo, dojke, mišićna tkiva i zglobove .

## Vanjske poveznice
- Plants For A Future